# بادي بيرنير
بادي بيرنير (بالإنجليزية: Buddy Bernier)‏ هو كاتب أغاني وشاعر أمريكي، ولد في 21 أبريل 1910، وتوفي في 18 يونيو 1983.

## وصلات خارجية
- بادي بيرنير على موقع IMDb (الإنجليزية)
- بادي بيرنير على موقع ميوزك برينز (الإنجليزية)
- بادي بيرنير على موقع ديسكوغز (الإنجليزية)